# Oscar Bloch
Oscar Bloch (* 8. Mai 1877 in Le Thillot, Vosges; † 15. April 1937 in Paris) war ein französischer Romanist und Dialektologe.

## Leben
Bloch habilitierte sich mit den Arbeiten Les Parlers des Vosges méridionales (arrondissement de Remiremont, département des Vosges), étude de dialectologie (Paris 1917, Marseille 1978) und Atlas linguistique des Vosges méridionales (Paris 1914, 1917). Er war Lehrer am Lycée Buffon (1917–1937) und ab 1926 (als Nachfolger seines Lehrers Jules Gilliéron) Directeur d’études für galloromanische Dialektologie an der École pratique des hautes études (ohne Nachfolger).
Daneben hatte er Lehraufträge an der Sorbonne und an der École Normale Supérieure de Fontenay. Zusammen mit Adolphe Terracher (1881–1955) begründete er 1925 die Zeitschrift Revue de linguistique romane. Zusammen mit seinem Lehrerkollegen René Georgin verfasste er eine viel benutzte muttersprachliche Grammatik des Französischen, die von 1936 bis 1960 erschien. Er war der Vater des Etruskologen Raymond Bloch (1914–1997).

## Werke
- (Übersetzung) Eduard Schwan, Grammaire de l’ancien français, Paris 1900, 2. Auflage 1913
- Lexique français-patois des Vosges méridionales, Paris 1915
- La pénétration du français dans les parlers des Vosges méridionales, Paris 1921
- (zusammen mit Walther von Wartburg) Dictionnaire étymologique de la langue française, Paris 1932